# Chaim Topol

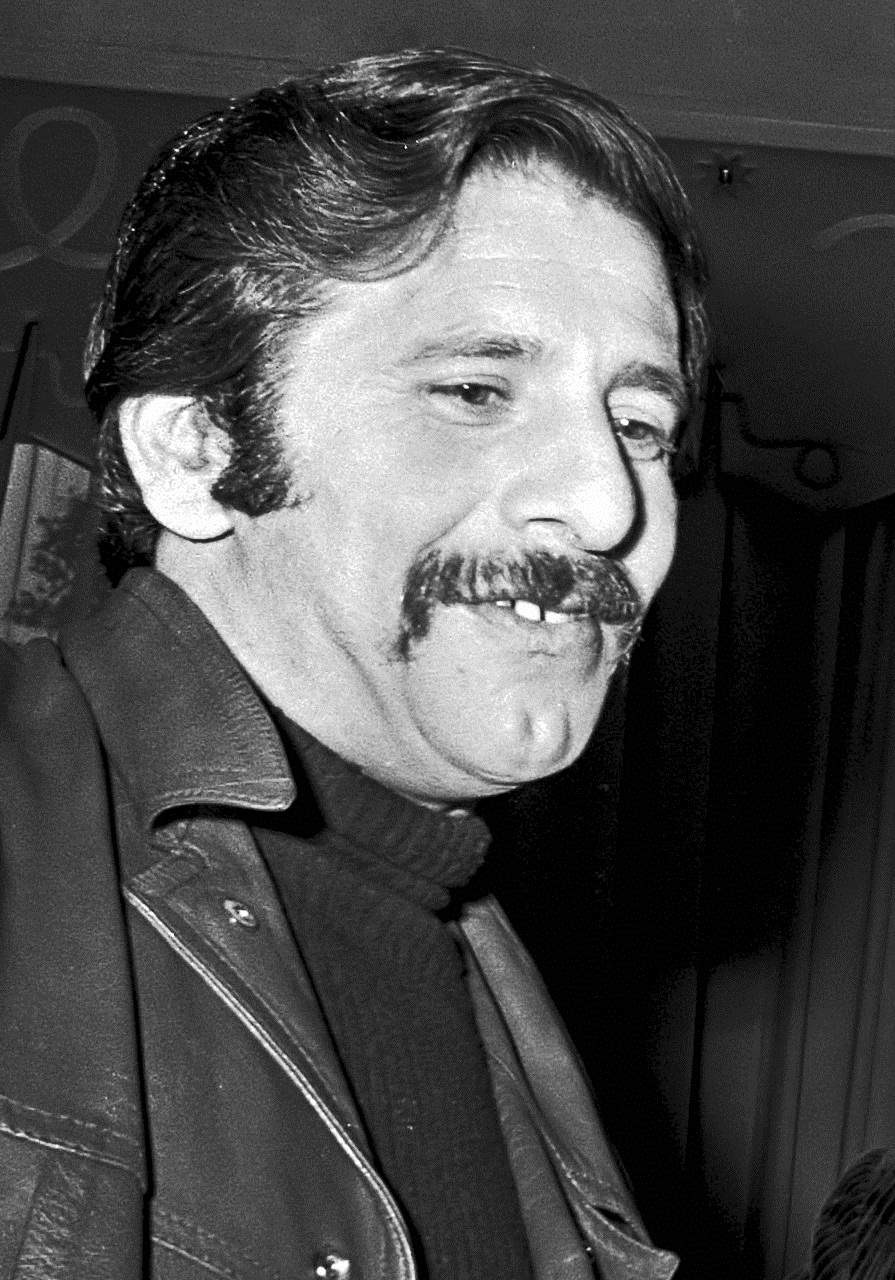
Chaim Topol, 1971

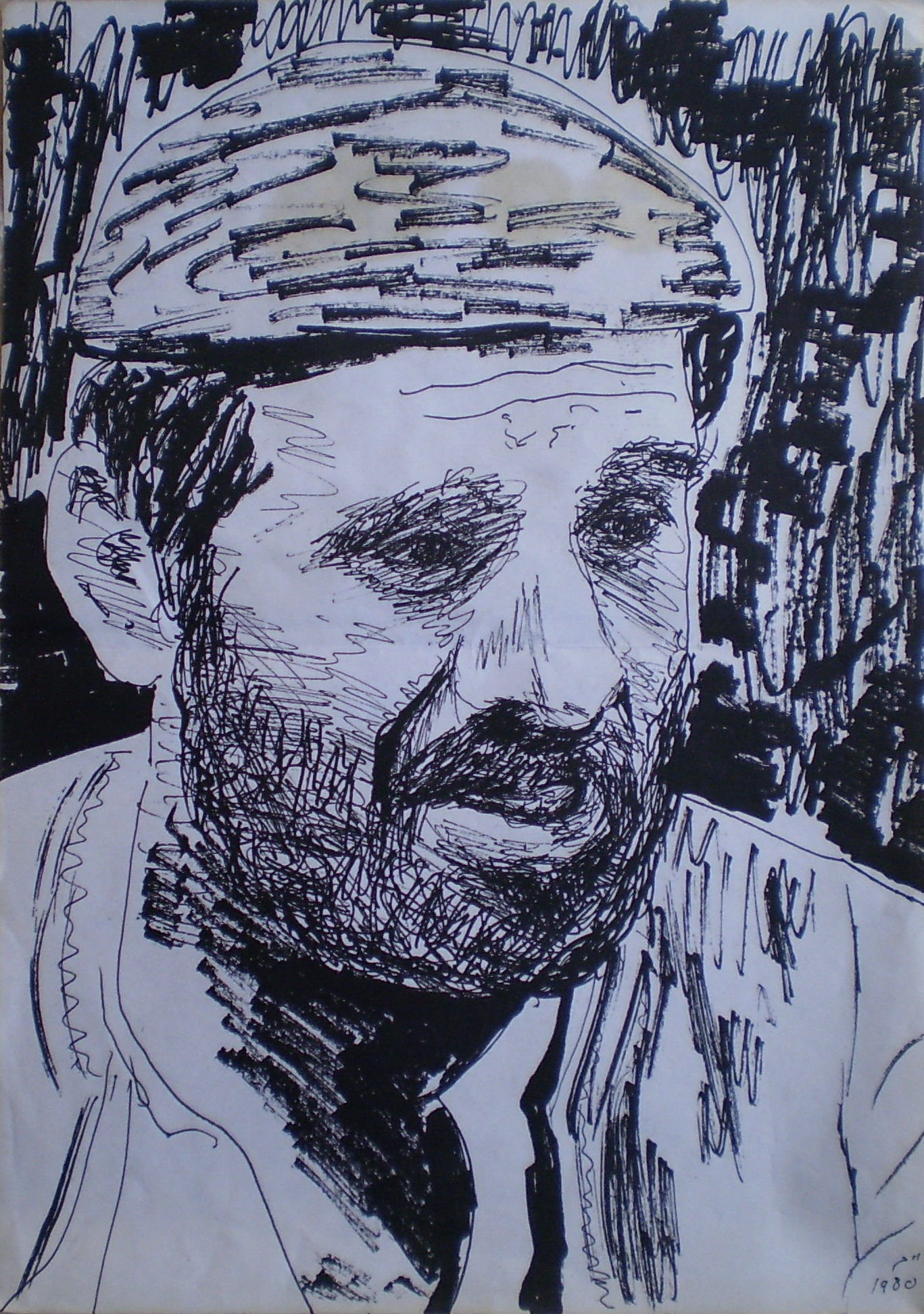
Selbstporträt von Chaim Topol als Sallah Shabati

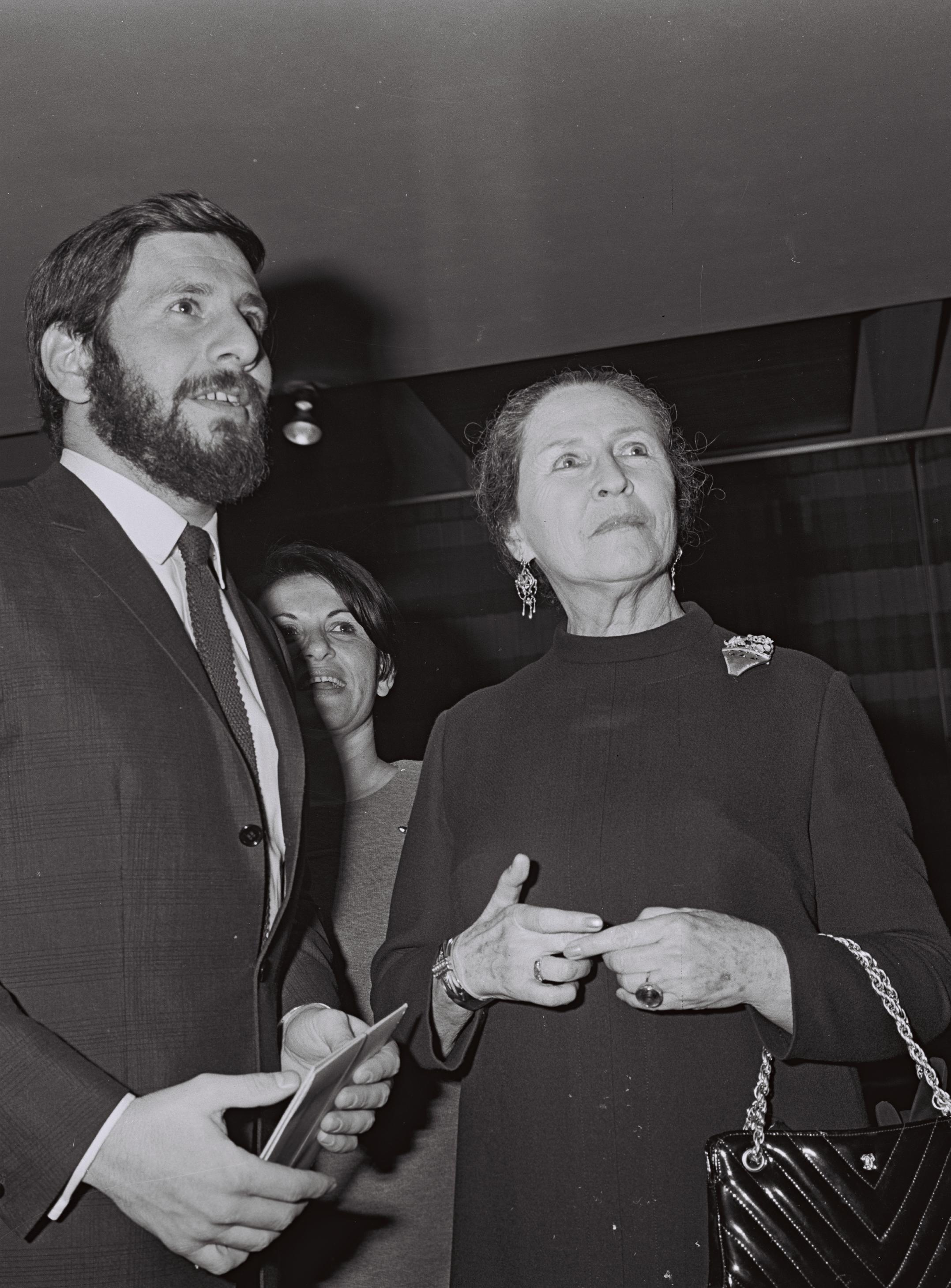
Chaim Topol mit Hanna Rovina, 1967

Chaim Topol (hebräisch חיים טופול; * 9. September 1935 in Tel Aviv, Völkerbundsmandat für Palästina; † 8. März 2023 ebenda), bekannt auch als Topol, war einer der bekanntesten israelischen Schauspieler.

## Leben
Topol begann seine Bühnenkarriere in Produktionen bei der israelischen Armee und gründete 1961 in Tel Aviv seine eigene Theatertruppe. Auch an der Gründung des Haifa Municipal Theatres war er beteiligt.
Seine Paraderolle fand er in der Darstellung des Milchmanns Tewje in Anatevka; diese Rolle übernahm er auch in der Verfilmung des Musicals Anatevka, wofür er einen Golden Globe Award und – als erster israelischer Schauspieler überhaupt – eine Oscar-Nominierung erhielt. Auf mehreren Tourneen, die ihn durch die ganze Welt führten, spielte er diese Rolle und wurde dafür schließlich auch für den Tony Award nominiert. Im neuen Jahrtausend nahm er die Rolle seines Lebens für Tourneen in Australien und Neuseeland sowie eine 2009 begonnene Abschiedstournee erneut auf. In Deutschland trat er nie auf, da er es nach eigenen Angaben aus Prinzip nicht bereisen wollte.
Daneben spielte Topol in etlichen Produktionen seines Heimatlandes, mehrfach in Zusammenarbeit mit Ephraim Kishon – der ihm im Buch Kein Applaus für Podmanitzki (1973) mit der satirischen Erzählung Des Fiedlers Fluch ein literarisches Denkmal setzte –, und in internationalen Filmen. Zu seinen weiteren internationalen Auftritten zählen Der Schatten des Giganten (1966) neben Kirk Douglas und John Wayne, der exzentrische Wissenschaftler Dr. Zarkov in der Comicverfilmung Flash Gordon (1980) und der James-Bond-Film In tödlicher Mission aus dem Jahr 1981, in dem er an der Seite von Roger Moores Bond als dessen Verbündeter Milos Columbo auftrat.
Topol war auch als Autor und Illustrator erfolgreich tätig. Im Alter stand er nur noch selten vor der Kamera oder in anderen Stücken als Anatevka auf der Bühne, da er sich im Hinblick auf die künstlerische Qualität wählerisch zeigte.
Ab 1956 war Topol mit der Schauspielerin Galia Topol verheiratet; die beiden Kinder Ady und Anat Topol sind ebenfalls Schauspieler. 2015 wurde Chaim Topol der Israel-Preis verliehen. Er starb im März 2023 im Alter von 87 Jahren, nachdem er einige Jahre an der Alzheimer-Krankheit gelitten hatte.

## Filmografie (Auswahl)
- 1961: I Like Mike
- 1964: Sallah – oder: Tausche Tochter gegen Wohnung (Sallah Shabbati)
- 1966: Der Schatten des Giganten (Cast a Giant Shadow)
- 1967: Ervinka
- 1968: Bevor der Winter kommt (Before Winter Comes)
- 1969: A Talent for Loving
- 1971: Anatevka (Fiddler on the Roof)
- 1971: Ein liebenswerter Schatten (Follow Me)
- 1973: David reißt aus (The Going Up of David Lev, Fernsehfilm)
- 1975: Galileo
- 1979: Die Affäre Garibaldi (The House on Garibaldi Street, Fernsehfilm)
- 1980: Flash Gordon
- 1981: James Bond 007 – In tödlicher Mission (For Your Eyes Only)
- 1983: Der Feuersturm (Winds of War; Fernseh-Miniserie, 7 Folgen)
- 1988–1989: Feuersturm und Asche (War and Remembrance; Fernseh-Miniserie, 11 Folgen)
- 1993: seaQuest DSV (Fernsehserie, Folge 1x02: Das versunkene Wissen)
- 1998: Kalmans Geheimnis (Left Luggage)